# صالح البراهيم الطاسان
صالح بن إبراهيم الطاسان، من علماء مدينة الرس التابعة للقصيم بالمملكة العربية السعودية.

## نشأته
ولد صالح بن إبراهيم بن محمد بن إبراهيم بن سعد بن عبد الرحمن الملقب براعي الطاس (نسبة إلى طاسة الحرب أو الخوذة ومنه اشتق الإسم طاسان) بن سعد آل يحيى في مدينة الرس عام 1328هـ، ونشأ في بيت والده وقرأ القرآن الكريم على الشيخ عبد العزيز بن عبد الرحمن آل بطي في الرس، ثم سافر منها إلى مكة المكرمة في عام 1346هـ وأقام بها إلى نهاية عام 1352هـ مشتغلاً بطلب العلم وحفظ القرآن في مدرسة الفلاح بمكة، ودرسَ التجويد والنحو، ودرسَ في المعهد العلمي قسم التخصص الديني في الحديث والتفسير والتوحيد والفقه والفرائض والنحو والخط والإملاء والحساب، وفي الحرم في العقيدة والفقه والفرائض والنحو على الشيخ محمد بن عثمان الشاوي، ومحمد بن علي البز، وسليمان بن عبد الرحمن بن حمدان، وعبد الله بن مطلق الفهيد، وفي النحو علي محمد أمين كتبي، ثم رجع إلى الرس في أواخر عام 1352هـ، واشتغل بطلب العلم على قاضيها محمد بن عبد العزيز بن رشيد أخذ عنه في الحديث والفقه والفرائض والنحو، وفي أول عام 1358هـ سافر إلى الرياض لطلب العلم على الشيخ محمد بن إبراهيم فأخذ عنه في الحديث والتوحيد والفقه والنحو، وعن الشيخ عبد اللطيف بن إبراهيم في الفرائض، وفي منتصف عام 1359هـ بعث إلى مكة ومعه تسعة من طلبة العلم مرشدين؛ فأخذ في الحرم على الشيخ محمد بن عبد العزيز بن مانع في الفقه والنحو والصرف، وعلى السيد علوي في النحو، وناب عن الشيخ عبد الله بن مطلق الفهيد في إلقاء دروس الحديث والتوحيد والفقه في المعهد العلمي السعودي إلى نهاية عام 1359هـ، ثم انتقل إلى القضاء في جبال بني مالك من محرم عام 1360هـ، ثم انتقل إلى قضاء القحمة أول عام 1363هـ، ثم نقل منها إلى قضاء الرس عام 1365هـ، ثم نقل منها إلى قضاء الأسياح في منتصف عام 1372هـ، ثم نقل منها إلى قضاء الخرمة عام 1374هـ، ثم نقل منها إلى قضاءرنية في منتصف عام 1378هـ، ثم نقل إلى قضاء القويعية في منتصف عام 1381هـ، ثم نقل منها إلى قضاء البكيرية في منتصف عام 1383هـ، ثم أُحيل للتقاعد في منتصف عام 1398هـ.

## كتاباته
- خطاب الملك عبدالعزيز، وكان نصه: " من عبد العزيز بن عبد الرحمن الفيصل إلى أمين مالية بريدة وبعد أجروا لصالح الطاسان مائتين وزنة تمر، وسبعين صاع عيش تكون قاعدة له مادام هو مستقيم قاضي لبني مالك، ولا يقصر منها شيء ويسلم له كل شيء بوقته يكون معلوم إن شاء الله 2 /1 /1360هـ
- من سعود بن عبدالعزيز بن عبد الرحمن الفيصل إلى حمد التويجري بعده، اعتبروا قاعدة الشيخ صالح الطاسان قاضي الرس ثمانمائة وزنة تمر، وأربعمائة صاع عيش إن شاء الله اعتباراً من 23 شعبان 1365هـ
- تعيينه مرشداً من قبل رئاسة القضاء عام 1359هـ بموجب الأمر رقم 13728 في 26/ 6 /1358هـ براتب خمسين ريالاً.[3]

## تكريمه
كرمته الدولة بتسمية شارع بإسمه في حي الوسام النموذجي بمدينة جدة

## انظر ايضاً
- عبدالرحمن بن ناصر السعدي
- حمد بن علي بن عتيق

## وصلات خارجية
- مجلة وزارة العدل السعودية